# Pawieł Daciuk
Pawieł Walerjewicz Daciuk, ros. Павел Валерьевич Дацюк (ur. 20 lipca 1978 w Swierdłowsku) – rosyjski hokeista, reprezentant Rosji, pięciokrotny olimpijczyk.

## Kariera klubowa
- Spartak Jekaterynburg (1996-1997)
- Dinamo-Eniergija Jekaterynburg (1997-2000)
- Ak Bars Kazań (2000-2001)
- Detroit Red Wings (2004-2004)
- Dinamo Moskwa (2004-2005)
- Detroit Red Wings (2005-2016)
  -  CSKA Moskwa (2012-2013)
- SKA Sankt Petersburg (2016-2019)
- Awtomobilist Jekaterynburg (2019-)

### Przed NHL
Wychowanek klubu Dinamo-Eniergija Jekaterynburg. Na początku swojej zawodowej kariery grał w rosyjskich klubach. Został wybrany przez Detroit Red Wings w drafcie do NHL w 1998 z numerem 171 w 6. rundzie. Skauci tego klubu byli pod wrażeniem umiejętności technicznych zawodnika, lecz obawiali się, że jego niewielki wzrost i waga oraz brak siły fizycznej uniemożliwią mu skuteczną grę w NHL. Okazało się, że Daciuk poprawił swoje warunki fizyczne i na sezon 2001/02 przyjechał do Detroit. Wcześniej, grał w zespołach z Jekaterynburg i Kazania w superlidze rosyjskiej.

### Kariera w NHL

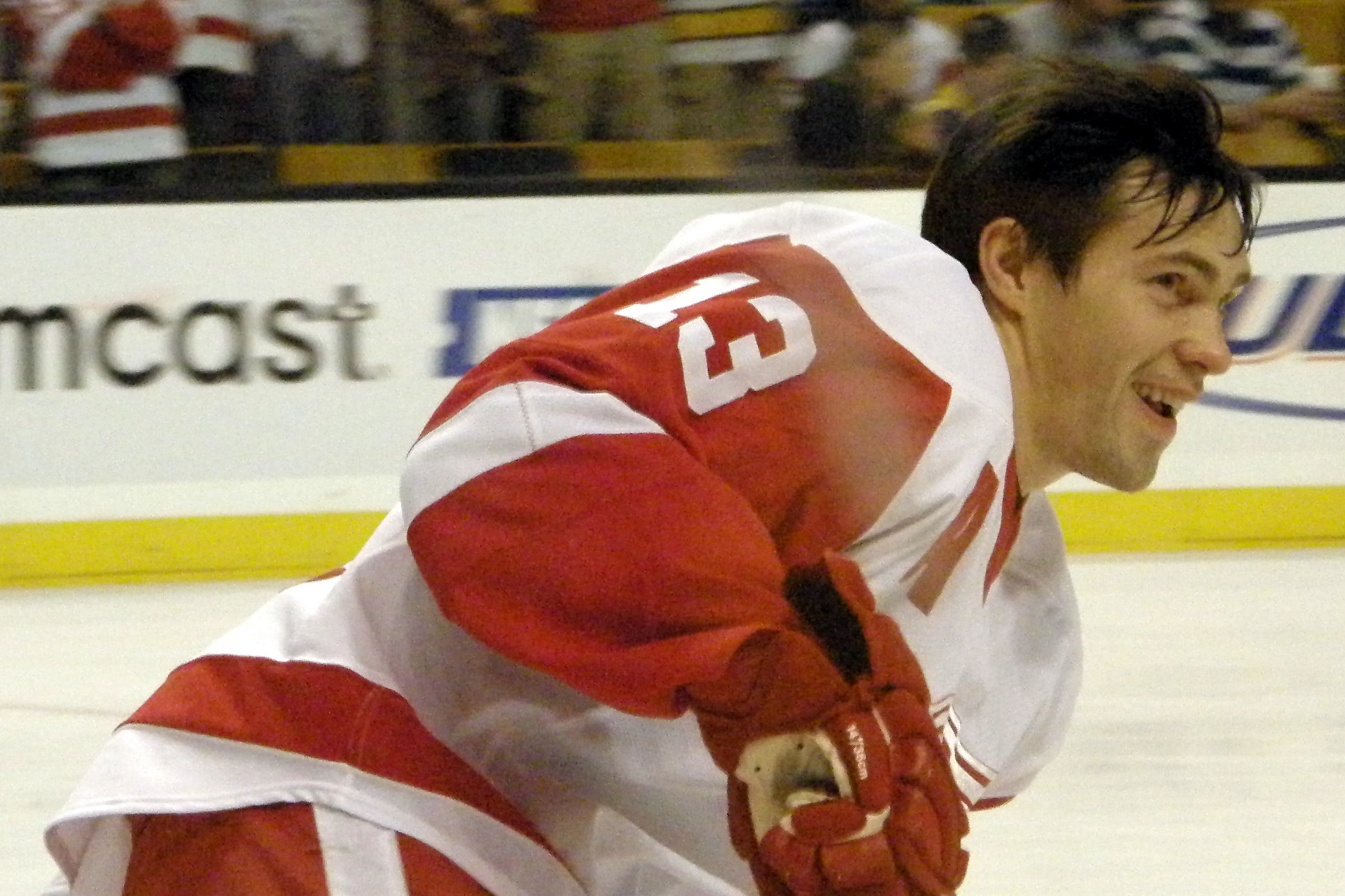
Pawieł Daciuk w barwach Detroit Red Wings.

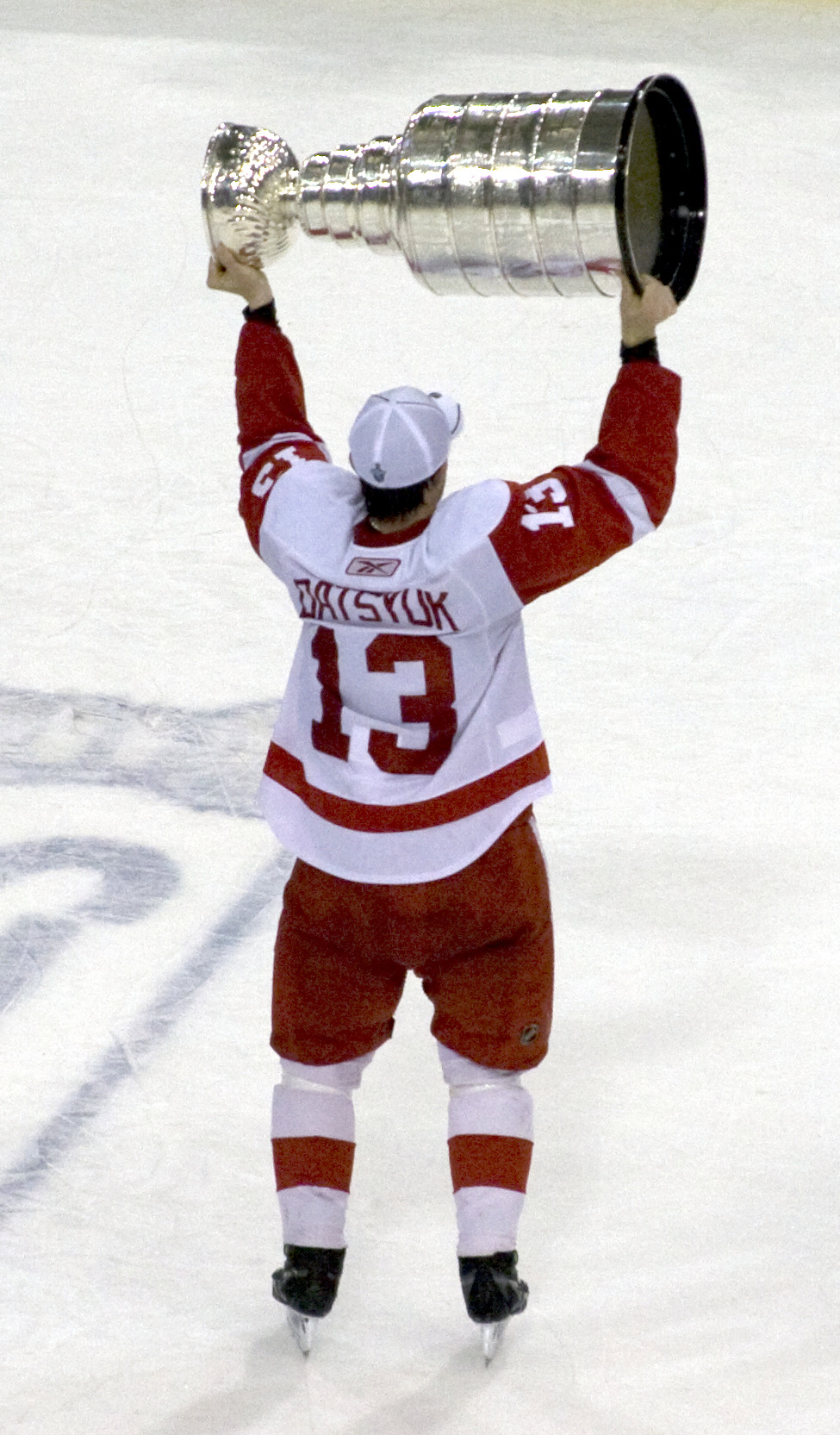
Pawieł Daciuk z Pucharem Stanleya.

Gdy Daciuk zaczynał grę w Detroit jego kolegami z drużyny, i zarazem mentorami, byli, między innymi, legenda rosyjskiego hokeja Igor Łarionow, kapitan Red Wings Steve Yzerman czy rosyjska supergwiazda Siergiej Fiodorow, którzy pomagali mu stawiać pierwsze kroki na amerykańskich lodowiskach. W swoim pierwszym sezonie grał w jednej linii z Brettem Hullem i Boydem Devereaux i nie uzbierał zbyt dużo punktów. Długość sezonu w NHL i intensywność gry spowodowały, że przed końcem sezonu zasadniczego Daciuk dostał kilka meczów przerwy na odpoczynek przed play-off. W pochodzie po Puchar Stanleya Daciuk dołożył od siebie trzy bramki i trzy asysty. Oprócz tego sukcesu Daciuk był częścią reprezentacji olimpijskiej w Salt Lake City, gdzie Rosjanie zdobyli brązowy medal.
Oczekiwania w stosunku do Rosjanina rosły, szczególnie że do klubu dołączył kolejny świetnie zapowiadający się prospekt z Europy – Henrik Zetterberg. Szwed zastąpił Devereaux w linii Daciuka i Hulla, w wyniku czego powstała linia nazywana Dwóch dzieciaków i stary pryk (ang. Two Kids and an Old Goat). Daciuk rozegrał tylko 64 spotkania z powodu kontuzji kolana, lecz skończył sezon zasadniczy z 51 punktami. W play-off zagrał jednak ponownie poniżej oczekiwań, podobnie jak reszta drużyny. Wings przegrali cztery mecze z rzędu z Anaheim Mighty Ducks i odpadli w pierwszej rundzie.
Odejście Fiedorowa latem 2003 roku pozwoliły Daciukowi rozwinąć skrzydła, gdyż zaczął otrzymywać więcej czasu na lodzie. W sezonie 2003/04 wystąpił w Meczu Gwiazd NHL i zdobył w sumie 68 punktów. W play-off jednak znowu nie poszło mu najlepiej i w 12 meczach zapisał na swoim koncie tylko 6 asyst. Wings odpadli w drugiej rundzie. Po tym sezonie Daciuk był ograniczonym wolnym agentem a klubowi nie udało się dojść z młodym graczem do porozumienia, mimo zapewnień agenta Rosjanina o jego chęci pozostania w Detroit. Podczas lokautu w NHL Daciuk wrócił do Rosji, gdzie grał w zespole HC Dinamo Moskwa. 4 września 2005 roku Daciuk podpisał roczny kontrakt z Awangardem Omsk a Dynamo wyrównało ofertę dwa dni później. 19 września komisja arbitrażowa ligi rosyjskiej miała zadecydował który klub ma prawa do zawodnika. Tego samego dnia Daciuk zgodził się na dwuletni kontrakt z Red Wings wart 7.8 miliona dolarów.
W sezonie 2005/06 Daciuk pobił swój rekord punktowy w NHL, zdobywając w 75 meczach 87 oczek (28 bramek i 59 asyst). Ten sam wynik powtórzył rok później, strzelając jedną bramkę mniej i asystując jeden raz więcej. Ponieważ na ławce kar spędził tylko 22 minuty a jego zachowanie na lodzie było nienaganne otrzymał też Lady Byng Trophy. Podobnie jak z punktami, wyczyn ten powtórzył sezon później. Dzięki swojej dobrej grze dostał się do składu rosyjskiej drużyny narodowej na igrzyska olimpijskie w Turynie.
Red Wings ponownie jednak zawiedli w play-off, odpadając w 1. rundzie. W pięciu meczach Daciuk zaliczył tylko 3 asysty, przez co podniosło się dużo głosów krytyki w jego stronę, mówiących że nie jest on kompletnym graczem, gdyż nie jest sobie w stanie poradzić w play-off. Działo się to mimo nowych przepisów wprowadzonych przez NHL, które miały faworyzować mniejszych, lecz bardziej finezyjnych graczy.
Daciuk stawał się nieograniczonym wolnym agentem po sezonie 2006/07 i przez prawie cały ten sezon trwały z nim rozmowy w sprawie nowego kontraktu. W końcu, 6 kwietnia 2007 roku podano do wiadomości, że Rosjanin zostanie w Detroit przez najbliższe siedem lat, będąc związanym kontraktem o wartości 46.9 miliona dolarów. Wiedząc, że jego gra stoi na bardzo wysokim poziomie, wiele ludzi cały czas wątpiło jednak w jego umiejętność przygotowania się do play-off i dla nich kontrakt ten wydawał się trochę przesadzony. Sam Daciuk jednak zmienił ich pogląd, gdy w 18 meczach play-off zdobył po 8 bramek i asyst, będąc jednym z najlepszych zawodników Red Wings w całych rozgrywkach. Skrzydła odpadły jednak z play-off w Finale Konferencji, przegrywając z Anaheim Ducks, którzy ostatecznie sięgnęli po Puchar.
W sezonie 2006/07, jako pierwszy zawodnik, grał nowym kijem firmy RBK, który posiada dziury w trzonie, dzięki czemu jest bardziej aerodynamiczny. Kij nazwany 9KO przypadł Rosjaninowi do gustu.
Od września 2012 do stycznia 2013 na okres lokautu w sezonie NHL (2012/2013) związał się kontraktem z klubem CSKA Moskwa (wraz z nim do zespołu trafił bramkarz Ilja Bryzgałow).
W czerwcu 2013 przedłużył o trzy lata kontrakt z klubem Red Wings. W czerwcu 2016 zdecydował się opuścić Detroit Red Wings deklarując zamiar powrotu do Rosji. Pod koniec czerwca 2016 jego prawa zawodnicze nabył klub Arizona Coyotes.

### Powrót do Rosji
Na początku lipca 2016 Daciuk został zawodnikiem SKA Sankt Petersburg w lidze KHL, podpisując dwuletni kontrakt. W czerwcu 2019 przeszedł do Awtomobilista Jekaterynburg, podpisując roczny kontrakt i tym samym po niemalże 20 latach ponownie został zawodnikiem klubu w swoim rodzinnym mieście. W lipcu 2020 przedłużył kontrakt o rok.

## Kariera reprezentacyjna
Uczestniczył w turniejach mistrzostw świata 2001, 2003, 2005, 2010, 2012, 2016, 2018, zimowych igrzysk olimpijskich 2002, 2006, 2010, 2014, Pucharu Świata 2004, 2016. W ramach ekipy olimpijskich sportowców z Rosji brał udział w turnieju zimowych igrzysk olimpijskich 2018.

## Statystyki kariery

### Sezon zasadniczy i play-off
| 1996–97   | Spartak Jekaterynburg      | RSL       | 18  | 2   | 2   | 4   | 4   | –   | –  | –  | –   | –  |
| 1997–98   | Dinamo Jekaterynburg       | RSL       | 24  | 3   | 5   | 8   | 4   | –   | –  | –  | –   | –  |
| 1998–99   | Dinamo Jekaterynburg       | RSL       | 22  | 12  | 15  | 27  | 12  | 9   | 3  | 7  | 10  | 10 |
| 1999–00   | Ak Bars Kazań              | RSL       | 15  | 1   | 3   | 4   | 4   | –   | –  | –  | –   | –  |
| 2000–01   | Ak Bars Kazań              | RSL       | 42  | 9   | 17  | 26  | 10  | 4   | 0  | 1  | 1   | 2  |
| 2001–02   | Detroit Red Wings          | NHL       | 70  | 11  | 24  | 35  | 4   | 21  | 3  | 3  | 6   | 2  |
| 2002–03   | Detroit Red Wings          | NHL       | 64  | 12  | 39  | 51  | 16  | 4   | 0  | 0  | 0   | 0  |
| 2003–04   | Detroit Red Wings          | NHL       | 75  | 30  | 38  | 68  | 35  | 12  | 0  | 6  | 6   | 2  |
| 2004–05   | Dinamo Moskwa              | RSL       | 47  | 15  | 17  | 32  | 16  | 10  | 6  | 3  | 9   | 4  |
| 2005–06   | Detroit Red Wings          | NHL       | 75  | 28  | 59  | 87  | 22  | 5   | 0  | 3  | 3   | 0  |
| 2006–07   | Detroit Red Wings          | NHL       | 79  | 27  | 60  | 87  | 20  | 18  | 8  | 8  | 16  | 8  |
| 2007–08   | Detroit Red Wings          | NHL       | 82  | 31  | 66  | 97  | 20  | 22  | 10 | 13 | 23  | 6  |
| 2008–09   | Detroit Red Wings          | NHL       | 81  | 32  | 65  | 97  | 22  | 16  | 1  | 8  | 9   | 5  |
| 2009–10   | Detroit Red Wings          | NHL       | 80  | 27  | 43  | 70  | 18  | 12  | 6  | 7  | 13  | 8  |
| 2010–11   | Detroit Red Wings          | NHL       | 56  | 23  | 36  | 59  | 15  | 11  | 4  | 11 | 15  | 8  |
| 2011–12   | Detroit Red Wings          | NHL       | 70  | 19  | 48  | 67  | 14  | 5   | 1  | 2  | 3   | 2  |
| 2012–13   | CSKA Moskwa                | KHL       | 31  | 11  | 25  | 36  | 4   | –   | –  | –  | –   | –  |
| 2012–13   | Detroit Red Wings          | NHL       | 47  | 15  | 34  | 49  | 14  | 14  | 3  | 6  | 9   | 4  |
| 2013–14   | Detroit Red Wings          | NHL       | 45  | 17  | 20  | 37  | 6   | 5   | 3  | 2  | 5   | 0  |
| 2014–15   | Detroit Red Wings          | NHL       | 63  | 26  | 39  | 65  | 8   | 7   | 3  | 2  | 5   | 2  |
| 2015–16   | Detroit Red Wings          | NHL       | 66  | 16  | 33  | 49  | 14  | 5   | 0  | 0  | 0   | 4  |
| 2016-17   | SKA Sankt Petersburg       | KHL       | 44  | 12  | 22  | 34  | 14  | 7   | 3  | 5  | 8   | 27 |
| 2017-18   | SKA Sankt Petersburg       | KHL       | 37  | 8   | 27  | 35  | 8   | 15  | 4  | 3  | 7   | 0  |
| 2018-19   | SKA Sankt Petersburg       | KHL       | 54  | 12  | 30  | 42  | 6   | 12  | 1  | 6  | 7   | 4  |
| 2019-20   | Awtomobilist Jekaterynburg | KHL       | 43  | 5   | 17  | 22  | 10  | 4   | 2  | 2  | 4   | 2  |
| NHL razem | NHL razem                  | NHL razem | 953 | 314 | 604 | 918 | 228 | 157 | 42 | 71 | 113 | 55 |
| RSL razem | RSL razem                  | RSL razem | 168 | 42  | 60  | 102 | 50  | 23  | 9  | 11 | 20  | 16 |
| KHL razem | KHL razem                  | KHL razem | 209 | 48  | 121 | 169 | 42  | 38  | 10 | 16 | 26  | 33 |

### Międzynarodowe
| Rok              | Drużyna          | Turniej          | Wynik                   | M  | G  | A  | Pkt | Min |
| ---------------- | ---------------- | ---------------- | ----------------------- | -- | -- | -- | --- | --- |
| 2001             | Rosja            | WC               | 6                       | 7  | 0  | 4  | 4   | 0   |
| 2002             | Rosja            | Oly              | 3rd, bronze medalist(s) | 6  | 1  | 2  | 3   | 0   |
| 2003             | Rosja            | WC               | 7                       | 7  | 1  | 4  | 5   | 0   |
| 2004             | Rosja            | WCH              | 5                       | 4  | 1  | 0  | 1   | 0   |
| 2005             | Rosja            | WC               | 3rd, bronze medalist(s) | 9  | 3  | 4  | 7   | 0   |
| 2006             | Rosja            | Oly              | 4                       | 8  | 1  | 7  | 8   | 10  |
| 2010             | Rosja            | Oly              | 6                       | 4  | 1  | 2  | 3   | 2   |
| 2010             | Rosja            | WC               | 2nd, silver medalist(s) | 6  | 6  | 1  | 7   | 0   |
| 2012             | Rosja            | WC               | 1st, gold medalist(s)   | 10 | 3  | 4  | 7   | 2   |
| 2014             | Rosja            | Oly              | 5                       | 5  | 2  | 4  | 6   | 0   |
| 2016             | Rosja            | WC               | 3rd, bronze medalist(s) | 10 | 1  | 10 | 11  | 0   |
| 2016             | Rosja            | WCH              | 3                       | 2  | 0  | 2  | 2   | 0   |
| Seniorskie razem | Seniorskie razem | Seniorskie razem | Seniorskie razem        | 78 | 20 | 44 | 64  | 14  |

## Sukcesy
Reprezentacyjne
- Brązowy medal zimowych igrzysk olimpijskich: 2002
- Brązowy medal mistrzostw świata: 2005
- Złoty medal mistrzostw świata: 2012
- Brązowy medal mistrzostw świata: 2016
- Złoty medal zimowych igrzysk olimpijskich: 2018

Klubowe
- Puchar Stanleya – mistrzostwo NHL: 2002, 2008 z Detroit Red Wings
- Złoty medal mistrzostw Rosji: 2005 z Dinamem Moskwa, 2017 ze SKA
- Puchar Gagarina – mistrzostwo KHL: 2017 ze SKA
- Puchar Kontynentu: 2018 ze SKA
- Brązowy medal mistrzostw Rosji: 2018, 2019 ze SKA

Indywidualne
- Superliga rosyjska w hokeju na lodzie (2004/2005):
  - Złoty Kij – Najbardziej Wartościowy Gracz (MVP) rundy zasadniczej
  - Pierwsze miejsce w klasyfikacji strzelców w fazie play-off: 6 goli
  - Nagroda Mistrz Play-off: 8 punktów (6 goli i 2 asysty) w 10 meczach
  - Złoty Kask (przyznawany sześciu zawodnikom wybranym do składu gwiazd sezonu)
- Mistrzostwa Świata w Hokeju na Lodzie 2005:
  - Pierwsze miejsce w klasyfikacji +/− turnieju: +8 (ex aequo)
- Lady Byng Memorial Trophy: 2006, 2007, 2008, 2009
- Frank J. Selke Trophy: 2008, 2009, 2010
- Trofeum Charłamowa dla najlepszego rosyjskiego zawodnika sezonu w lidze NHL: 2011
- Mistrzostwa Świata w Hokeju na Lodzie 2010/Elita:
  - Skład gwiazd turnieju
- KHL (2012/2013):
  - Mecz Gwiazd KHL[9]
- Channel One Cup 2012:
  - Pierwsze miejsce w klasyfikacji strzelców turnieju: 3 gole
  - Pierwsze miejsce w klasyfikacji asystentów turnieju: 5 asyst
  - Pierwsze miejsce w klasyfikacji kanadyjskiej turnieju: 3 punkty
  - Skład gwiazd turnieju
- Euro Hockey Tour 2012/2013:
  - Pierwsze miejsce w klasyfikacji asystentów całego cyklu: 5 asyst
- NHL (2012/2013):
  - Trofeum Charłamowa[10]
- Mistrzostwa Świata w Hokeju na Lodzie 2016/Elita:
  - Drugie miejsce w klasyfikacji asystentów turnieju: 10 asyst[11]
- Hokej na lodzie na Zimowych Igrzyskach Olimpijskich 2018 – turniej mężczyzn:
  - Czwarte miejsce w klasyfikacji asystentów turnieju: 6 asyst[12]
  - Drugie miejsce w klasyfikacji +/− turnieju: +8[13]
  - Skład gwiazd turnieju[14]
- Mistrzostwa Świata w Hokeju na Lodzie 2018/Elita:
  - Szóste miejsce w klasyfikacji asystentów turnieju: 8 asyst[15]
  - Jeden z trzech najlepszych zawodników reprezentacji w turnieju[16]
- KHL (2017/2018)[17][18]:
  - Nagroda za Wierność Hokejowi (dla największego weterana i ambasadora gry w hokeja)
- Nagroda Syrius (nagroda specjalna dla zawodnika, który zdobył cztery trofea mistrzostwo olimpijskie, mistrzostwo świata, Puchar Stanleya i Puchar Gagarina)
- KHL (2020/2021):
  - Nagroda za Wierność Hokejowi (dla największego weterana i ambasadora gry w hokeja)
  - Nagroda Bezcennej Ligi dla zawodnika

Wyróżnienia
- Zasłużony Mistrz Sportu Rosji w hokeju na lodzie: 2002, 2012
- Triple Gold Club: 25 lutego 2018[19]

Odznaczenie
- Order Przyjaźni (27 lutego 2018)[20]